# David Marshall Grant
Pour les articles homonymes, voir David Grant.
David Marshall Grant (né le 21 juin 1955) est un acteur, chanteur et écrivain américain.

## Biographie
Grant naît à Westport (Connecticut). Après des études à la Yale School of Drama (en), il joue aux côtés de Richard Gere à Broadway dans la pièce Bent,.
Son premier rôle au cinéma 1979 est dans French Postcards (1979). Il fera par la suite plusieurs apparitions au cinéma et à la télévision. En 1985, il joue aux côtés de Kevin Costner dans Le Prix de l'exploit et en 1988, il joue le rôle d' un héroique pilote d' hélicoptère dans Air Force Bat 21.

## Filmographie
- French Postcards (1979) - Alex
- Le Prix de l'exploit (1985) - David Sommers
- Dallas : Quand tout a commencé... (1986) - Digger Barnes (en)
- La Gagne (1987) - Sonny Binkley
- Air Force Bat 21 (1988) - Ross Carver
- Breaking Point (en) (1989) - Osterman
- génération Pub (5 épisodes entre 1989 et 1990) - Russell Weller
- Air America (1990) - Rob Diehl
- Strictly Business (en) (1991) - David
- Citizen Cohn, le persécuteur (1992) - Robert Francis Kennedy
- Forever Young (1992) - Lt. Col. Wilcox, USAF
- Piège à domicile (1992) TV - Max Campbell
- Les Soldats de l'espérance (1993) - Dennis Seeley
- Chicago Hope : La Vie à tout prix episode "Internal Affairs" (20 March 1995) - Stephen Tomilson
- L'Héritage de la haine (1996) - Governor David McAllister
- The Rock (1996) Conseiller Sinclair
- A Season in Purgatory (en) (1996) miniseries
- New York, police judiciaire, épisodes "Harvest" (29 octobre 1997) et "Shadow" (26 novembre 1997) - Charlie Harmon
- New York, section criminelle, épisode "Best Defense" (20 octobre 2002)
- Et l'homme créa la femme (2004) - Jerry Harmon
- Numb3rs, épisode "Dirty Bomb" (22 avril 2005) - Brent Hauser
- Les Experts : Miami, épisode "Murder in a Flash" (2005) - Headmaster Brooks
- Le diable s'habille en Prada (2006) - Richard Sachs